# Stenomimus
Stenomimus är ett släkte av skalbaggar. Stenomimus ingår i familjen vivlar.

## Dottertaxa tillStenomimus, i alfabetisk ordning[1]
- Stenomimus angustatus
- Stenomimus armatus
- Stenomimus atomus
- Stenomimus constricticollis
- Stenomimus corticalis
- Stenomimus dirutus
- Stenomimus dubius
- Stenomimus dufaui
- Stenomimus filiformis
- Stenomimus filirostris
- Stenomimus fryi
- Stenomimus guatemalensis
- Stenomimus latirostris
- Stenomimus nitidus
- Stenomimus orientalis
- Stenomimus ovaticollis
- Stenomimus pallidus
- Stenomimus persimilis
- Stenomimus politus
- Stenomimus pumilus
- Stenomimus quichensis
- Stenomimus rhyncoloides
- Stenomimus rufipes
- Stenomimus rugirostris
- Stenomimus serenus
- Stenomimus striatus
- Stenomimus sublaevipennis
- Stenomimus suturalis
- Stenomimus veraepacis
- Stenomimus vicinus
- Stenomimus wollastoni